# Michel Tyszblat
Michel Tyszblat, né le 9 juillet 1936 à Paris 16e et mort le 27 novembre 2013 à Paris 15e, est un peintre français.
Tyszblat a construit une œuvre singulière qui échappe à tous les classements artistiques. Il a côtoyé les mouvements qui ont ponctué son époque, et plus particulièrement la Figuration narrative. Exposant dès les années 1960 aux côtés de Bernard Rancillac, Jacques Monory, Hervé Télémaque ou encore Jan Voss, il a rapidement souhaité prendre un chemin différent pour ne soumettre son travail à aucune obligation de groupe. Son œuvre est un dialogue constant entre figuration et abstraction, reflet des enseignements qu’il a reçu d’André Lhote puis de Robert Lapoujade.
Également pianiste, il est passionné de jazz, musique qui deviendra une thématique de sa peinture.

## Biographie
Né dans une famille d’origine polonaise, Michel Tyszblat est l'élève d’André Lhote en 1956. Après son service militaire en Algérie, il intègre l'atelier de Robert Lapoujade en 1960.
Considéré comme proche de la figuration narrative, Michel Tyszblat exerce en 1968 une activité de « peintre-conseil » auprès de malades mentaux dans un hôpital psychiatrique.
Au début des années 1970, Michel Tyszblat rencontre Raoul Jean Moulin, un critique à la tête de la direction artistique du parti communiste de Vitry. Par son intermédiaire, Michel Tyszblat participe au concours de Vitry et remporte en 1972 le premier prix pour son œuvre Le grand passage de 1970. L’année suivante, il devient membre du jury et y participera jusqu’en 1990.
Dans les années 1980, il enseigne les arts plastiques et l’histoire de l’art contemporain à l’école d’architecture de Versailles.
Michel Tyszblat est promu officier de l’Ordre des Arts et des Lettres en 1990.
Il est inhumé au cimetière parisien de Bagneux (division 79).

## Expositions
- 1963 : Galerie Dumay, Paris
- 1965 : Galerie Riquelme, Paris
- 1966 : Galerie Daniel Templon, Paris
- 1968 : Galerie Daniel Templon, Paris
- 1969 : Musée de Verviers, Belgique
- 1970 : Maison de la Culture, Rennes
- 1971 : Galerie de Seine, Paris
- 1972 : Galerie Arcanes, Bruxelles
- 1972 : Galerie de Seine, Paris
- 1973 : Galerie de Seine, Paris
- 1975 : Galerie Maya, Bruxelles
- 1975 : Galerie de Seine, Paris
- 1978 : Galerie de Seine, Paris
- 1980 : Galerie de Seine, Paris
- 1984 : Galerie Christian Cheneau, Paris
- 1986 : Galerie GO, Abidjan
- 1987 : Galerie Bercovy-Fugier, Paris
- 1989 : Galerie Nicole Ferry, Paris
- 1989 : Galerie Storme, Lille
- 1993 : Papeete, Tahiti
- 1994 : Galerie Larock-Granoff, Paris
- 1996 : Pérouges
- 1996 : Galerie Jaja, Paris
- 1997 : Galerie du Centre, Paris
- 1997 : Galerie Jaja, Paris
- 1999 : Galerie Thessa Herold, Paris ; galerie Bruno Delarue, Paris ; galerie Thérèse-Roussel, Perpignan
- 2001 : Rétrospective Centre Noroît, Arras
- 2002 : Galerie Delerive, Lille. Galerie du Centre Paris
- 2003 : Galerie du Centre Paris et Saint-Denis de la Réunion
- 2005 : Rétrospective à la Villa Tamaris, La Seyne-sur-Mer
- 2008 : Centre d'art contemporain Raymond Farbos, Mont-de-Marsan.
- 2008 : Espace Julio Gonzales, Arcueil
- 2008 : Galerie du centre, Paris
- 2009 : Galerie David Bellanger, Paris
- 2009 : Galerie Anna Tschopp, Marseille.
- 2010 : Galerie Christiane Vallée, Clermont Ferrand
- 2011 : Château de Courcelles, Metz
- 2012 : Galerie du Centre, Paris
- 2012 : Galerie Anna-Tschopp, Marseille

Expositions posthumes
- 2014 : Galerie du Centre, Paris
- 2021 : Galerie Berthéas, Saint-Etienne

## Collections publiques
- Centre national d’art contemporain
- Musée de Dunkerque
- Musée d'art moderne de la ville de Paris
- Musée d’Ostende
- Musée de Verviers
- FRAC d’Alsace
- Musée de Sarajevo
- Musée de Mons
- Musée de Santiago du Chili.
- Musée d'Alger